# 無盡列車
《無盡列車》（英語：Infinity Train）是一部美國的動畫劇集，由曾參與《天兵公園》劇本和分鏡製作的歐文·丹尼斯創作。本劇的試播集於2016年11月1日在卡通頻道首播，後因廣受好評而被翻拍成一部迷你影集，並於2019年8月5日在卡通頻道首播。第一季完結後，卡通頻道決定將該劇製作成獨立單元劇。第二季於2020年1月6日在卡通頻道首播。第三季於2020年8月13日於HBO Max上線，在三週內播出10集，第四季於2021年4月15日發布所有集數。另外該系列亦包含十集網絡劇集短片。
故事背景設定在一輛巨大、神秘且看似無盡的列車上，此列車穿越荒蕪的土地，其車廂內含各種奇異、奇幻和不可理解的環境。火車上的乘客們從一節至另一節車廂完成挑戰，並幫助他們解決心理創傷和情緒問題。《無盡列車》的每一季（每一季都有各自的副標題）都擁有獨立的劇情和角色，儘管它們都處於同一世界觀中，且有些角色會在不同季度重複出場。
《無盡列車》全四季都因其包含複雜的主題和角色、寫作、獨特性、視覺動畫風格和配音而廣受好評。2020年8月，丹尼斯表示，雖然他希望繼續製作該劇，並至少拍攝約八季，但大部分的劇組已被裁員，該劇有無法被續訂第五季的風險；丹尼斯擔心的建議HBO Max該劇的內容可能太黑暗，無法吸引兒童。第四季的宣傳資料標明其為該劇的最終季。2022年8月，該劇從HBO Max下架；2023年10月，該劇從數位購買平台上刪除。

## 劇情
背景設定中有一列無窮的火車，穿個荒蕪的環境；而車廂裡頭包含各種奇異的環境。火車的乘客是那些有未解決的情緒問題或心理創傷的人。當他們進入火車後，他們便通過一連串的冒險使其有機會面對並解決他們心理的問題，乘客的手掌會出現一組發光的數字，當他們解決部分難題後數值便會下降。一旦乘客解決了所有問題且手掌上的數字降為零，就會出現一道傳送門，乘客便可離開火車回家。
第一季的主角是鬱金香·奧爾森，因為近年來父母的離婚使她煩惱。她跟著一個名叫One-One的小型而充滿謎團的機器人，以及會說話的柯基犬國王阿迪克斯。最後她揭開了火車中的秘密，並與乘客艾米莉亞對戰，後者尚未走出丈夫去世造成的創傷，之後從One-One中篡奪了列車員的角色，並企圖控制火車。離開火車前，鬱金香說服艾米莉亞必須努力地適應生活中的變化。
在第一季其中一集中，鬱金香將倒影的自己從鏡中世界解放出來，並分裂成兩種型態。第二季的主角正是曾被解放的鏡像鬱金香，而火車上的「執法者」試圖處決她，作為對鬱金香放棄其的懲罰。她與新的乘客傑西、及擁有各種力量的沉默鹿艾倫·德古拉合作。她讓傑西學會為自己挺身而出，並協助他離開火車，之後他回到火車上也幫助她逃離到外面的世界。
第三季以格蕾絲和西蒙為主角，他們是一群流氓乘客的首領，並破壞火車和襲擊火車上的居民，以保持自身的優勢。他們偶然與一個名叫海柔兒的年輕女孩和她的大猩猩朋友圖巴一起旅行，之後格蕾絲對火車上的居民產生同情心。西蒙殺死圖巴後，人們發現海柔兒本身就是艾米莉亞的造物之一，格蕾絲意識到自己對火車的了解是錯誤的。在與西蒙篡奪控制權並鬥爭後，格蕾絲開始正視並彌補自身的錯誤。
第四季的背景設定是在數十年前，艾米莉亞控制火車的期間。該季的主角是萊恩和曼基，兩位死黨想要成為著名的音樂家。但由於萊恩的魯莽和曼基對未來的恐懼，他們的關係變得緊張。在火車上，他們遇到了一個叫凱茲的會說話的服務鈴，她很難承認自己的錯誤。萊恩和曼基意識到他們需要彼此才能勇闖直前，而凱茲最終也向曾被她傷害的居民們道歉。

## 集數
| 季數   | 副標題     | 集数   | 集数   | 首播日期      | 首播日期      | 首播日期 |
| 季數   | 副標題     | 集数   | 集数   | 首映          | 季终          | 电视网   |
| ------ | ---------- | ------ | ------ | ------------- | ------------- | -------- |
| 試播集 | 試播集     | 試播集 | 試播集 | 2016年11月2日 | 2016年11月2日 | YouTube  |
| 1      | 永恆之子   | 10     | 10     | 2019年8月5日  | 2019年8月9日  | 卡通頻道 |
| 2      | 鏡像的反射 | 10     | 10     | 2020年1月6日  | 2020年1月10日 | 卡通頻道 |
| 3      | 指揮崇拜   | 10     | 10     | 2020年8月13日 | 2020年8月27日 | HBO Max  |
| 4      | 雙人組     | 10     | 10     | 2021年4月15日 | 2021年4月15日 | HBO Max  |

### 短片
從2019年10月18日起，卡通頻道開始將數部《無盡列車》的短片上傳到他們的應用程序和YouTube頻道，該短片選集內容著重於One-One展示火車中的多節車廂，短片包括〈綠色車廂〉、〈精靈車廂〉和〈怪獸車廂〉等。

## 配音與角色

### 總覽
| 角色                  | 角色                  | 配音                     | 登場季數        | 登場季數        | 登場季數        | 登場季數        |
| 角色                  | 角色                  | 配音                     | 1               | 2               | 3               | 4               |
| 主要角色              | 主要角色              | 主要角色                 | 主要角色        | 主要角色        | 主要角色        | 主要角色        |
| --------------------- | --------------------- | ------------------------ | --------------- | --------------- | --------------- | --------------- |
| 鬱金香·奧爾森         | 鬱金香·奧爾森         | 艾希莉·強森              | 主演            | 提及            | Does not appear | Does not appear |
| 蕾克/MT（鏡像鬱金香） | 蕾克/MT（鏡像鬱金香） | 艾希莉·強森              | 客串            | 主演            | 未登場客串      | Does not appear |
| One-One / One         | Glad-One              | 傑瑞米・克魯契萊         | 主演            | 常設            | 提及            | 常設            |
| One-One / One         | Sad-One               | 歐文·丹尼斯              | 主演            | 常設            | 提及            | Does not appear |
| 阿迪克斯              | 阿迪克斯              | 厄尼·哈德森              | 主演            | 提及            | Does not appear | Does not appear |
| 傑西·科賽             | 傑西·科賽             | 羅比·戴蒙德              | Does not appear | 主演            | 提及            | Does not appear |
| 艾倫·德古拉           | 艾倫·德古拉           | 不詳                     | Does not appear | 主演            | Does not appear | Does not appear |
| 格蕾絲·夢羅           | 格蕾絲·夢羅           | 柯爾比·豪威爾-巴普蒂斯特 | 未登場客串      | 常設            | 主演            | Does not appear |
| 西蒙·洛朗特           | 西蒙·洛朗特           | 凱爾·麥卡利              | 未登場客串      | 常設            | 主演            | Does not appear |
| 海柔兒                | 海柔兒                | 伊莎貝拉·阿比拉          | Does not appear | Does not appear | 主演            | Does not appear |
| 圖巴                  | 圖巴                  | 黛安·迪拉諾              | Does not appear | Does not appear | 主演            | Does not appear |
| 朴民基                | 朴民基                | 強尼·楊                  | Does not appear | Does not appear | Does not appear | 主演            |
| 赤城萊恩              | 赤城萊恩              | 村重世界                 | Does not appear | Does not appear | Does not appear | 主演            |
| 凱茲                  | 凱茲                  | 明蒂·路易士              | Does not appear | Does not appear | Does not appear | 主演            |
| 常設角色              |                       |                          |                 |                 |                 |                 |
| The Cat/莎曼珊        | The Cat/莎曼珊        | 凱特·穆格魯              | 常設            | 客串            | 常設            | 客串            |
| 蘭德爾                | 蘭德爾                | 利斯·達比                | 常設            | 常設            | 客串            | Does not appear |
| 艾米莉亞·休斯         | 艾米莉亞·休斯         | 琳娜·海蒂                | 常設            | 提及            | 常設            | 常設            |
| 管家                  | 管家                  | 艾希莉·強森              | 常設            | 客串            | 客串            | 常設            |
| Ghoms                 | Ghoms                 | 迪·布萊德利·貝克爾       | 常設            | 客串            | 常設            | Does not appear |
| 梅根·奧爾森           | 梅根·奧爾森           | 奧黛麗·瓦西萊烏斯基      | 常設            | Does not appear | Does not appear | Does not appear |
| 安迪·奧爾森           | 安迪·奧爾森           | 馬克·菲特                | 常設            | Does not appear | Does not appear | Does not appear |
| 米凱拉                | 米凱拉                | 蕾·高曼茲-普雷斯頓       | 常設            | Does not appear | Does not appear | Does not appear |
| 倒影警察              | 特工梅斯              | 班·曼德森                | 客串            | 常設            | Does not appear | Does not appear |
| 倒影警察              | 特工Sieve             | 布萊德利·惠特福德        | 客串            | 常設            | Does not appear | Does not appear |
| 蟾蜍/特倫斯           | 蟾蜍/特倫斯           | 歐文·丹尼斯              | Does not appear | 常設            | Does not appear | Does not appear |
| 內特·科賽             | 內特·科賽             | 賈斯汀·費爾賓格          | Does not appear | 常設            | Does not appear | Does not appear |
| 露西                  | 露西                  | 珍娜·戴維斯              | Does not appear | 客串            | 常設            | Does not appear |
| 托德                  | 托德                  | 安東尼奧·勞爾·柯柏       | Does not appear | 客串            | 常設            | Does not appear |
| Parka Denizens        | One                   | 卡莉·瓦爾格倫            | Does not appear | Does not appear | Does not appear | 常設            |
| Parka Denizens        | Two                   | 卡莉·瓦爾格倫            | Does not appear | Does not appear | Does not appear | 常設            |
| Parka Denizens        | Three                 | 基思·弗格森              | Does not appear | Does not appear | Does not appear | 常設            |
| Morpho法官            | Morpho法官            | 玛戈·马丁代尔            | Does not appear | Does not appear | Does not appear | 常設            |
| Cow Creamer           | Cow Creamer           | 奧黛麗·瓦西萊烏斯基      | Does not appear | Does not appear | Does not appear | 常設            |
| 豬寶寶/幼兒           | 豬寶寶/幼兒           | J·K·西蒙斯               | Does not appear | Does not appear | Does not appear | 常設            |
| 奈傑爾                | 奈傑爾                | 不詳                     | Does not appear | Does not appear | Does not appear | 常設            |
| 摩根                  | 摩根                  | 趙牡丹                   | Does not appear | Does not appear | Does not appear | 常設            |

### Main

#### 第一冊—The Perennial Child
- Tulip Olsen（艾希莉·強森飾）是一位13歲的女孩，她在父母離婚的痛苦中掙扎，在試圖前往遊戲設計營時發現自己被困在火車上。她善於分析，腳踏實地，決心下車。
  - 內奧米漢森（Naomi Hansen）和莉莉桑菲利波（Lily Sanfelippo) 分別為5歲和6至8歲的年輕版鬱金香配音。
- One-One是一個球形機器人，由兩個獨立的半球形機器人組成，以前統稱為One。在「第一冊」中，One-One陪伴鬱金香踏上旅程，最後得知它是火車的合法列車長。在「第一冊」結束時，One-One恢復了列車長的職責，監督火車和乘客的運作。在以1986年為背景的「第四冊」中，One與艾米莉亞關係密切，放鬆了對乘客的限制，然後她篡奪了他的列車長位。
  - Glad-One（傑瑞米・克魯契萊飾）是“One-One”中充滿活力和樂觀的部分。
  - Sad-One（歐文·丹尼斯（英语：Owen Dennis）飾）是“One-One”中憂鬱和悲觀的部分。
- 阿迪克斯（厄尼·哈德森飾）是一隻會說話的柯基犬，也是火車車廂之一柯基尼亞之王。他陪伴鬱金香踏上旅程。

第一冊的客座配音包括馬修·瑞斯和朗·方雀斯。

#### 第二冊—Cracked Reflection
- MT（艾希莉·強森飾）是鬱金香的反射，在“第一冊”的第7集中被鬱金香從鏡像世界中解放出來。在“第二冊”一開始，她作為反省警察的逃犯住在火車上。她陪伴傑西搭火車，同時掙扎於自己作為一個獨立人的身份感，而不是鬱金香的倒影或火車的構造。在“第二冊”結尾離開火車時，她給自己取名為蕾克。
- 傑西·科賽（羅比·戴蒙德（英语：Robbie Daymond）飾）是一名乘客，他成為MT的朋友並幫助他們逃離火車。他個性隨和、友善，但很難抗拒同儕壓力；他在火車上的經歷教會了他如何為他的朋友和弟弟挺身而出。在“第二冊”中途最初離開火車時，他回來幫助MT離開。
- 艾倫·德古拉是一隻神奇的變身白尾鹿，是陪伴MT和傑西的火車居民。

第二冊的客串配音包括韋恩·奈特、拉瑞恩·紐曼、貝貝·扎哈拉·貝內特、比爾·科貝特和利斯·達比。

#### 第三冊—Cult of the Conductor
- 格蕾絲·夢羅（柯爾比·豪威爾-巴普蒂斯特（英语：Kirby Howell-Baptiste）飾）是Apex的年輕成年領導者，這群乘客的目標是增加人數以無限期地留在火車上，並相信One-One是一個篡奪了權力的冒名列車長的角色。在“第二冊”中作為次要對手出現後，格蕾絲作為“第三冊”的主要主角之一回歸，她逐漸開始看到自己的錯誤，並決定嘗試糾正自己的錯誤。
  - 布魯克·辛格頓為小時候的格蕾絲配音
- 西蒙·洛朗特（凱爾·麥卡利（英语：Kyle McCarley）飾）是格蕾絲的二把手和最好的朋友，他第一次與她一起出現在“第二冊”中。他是一個臨床自戀者，對火車居民懷有致命的仇恨，並相信自己的行為是合理的，因為他過去在火車上的經歷以及格蕾絲的推使之下促進自身負面衝動。作為“第三冊”的主角之一回歸，西蒙因為不願承認自己的錯誤和改變而開始加倍努力，導致他與格蕾絲的關係慢慢惡化。在篡奪了Apex領袖的地位後，西蒙因其背叛試圖處決格蕾絲，但最終被Ghom殺死。
  - 撒母耳·法拉奇為小時候的西蒙配音
- 海柔兒（伊莎貝拉·阿比拉飾）是一個乘坐火車的6歲女孩。雖然她手上有一個號碼，但它並不發光；她不知道的是，她其實是阿米莉亞實驗創造的火車的人龜雜交體。起初她是開朗、快樂和樂觀的，但後來她對格蕾絲和西蒙都感到幻滅，因為後者殺死了圖巴，而前者又背棄了她，導致她失去了對以前朋友的信任並與艾米莉亞一起離開。
- 圖巴（黛安·迪拉諾（英语：Diane Delano）飾）是海柔兒的大猩猩朋友、養母和保護者，也是火車上的居民。由於格蕾絲和西蒙的議程不同，她不信任他們，儘管她不情願地協助他們與海柔兒一起踏上旅程。後來西蒙利用移動的火車車廂將她丟下火車，殺死了她。

第三冊的客串配音包括利斯·達比、埃迪·帕特森、菲爾·拉馬爾 和 艾佛烈·蒙利納。

#### 第四冊—Duet
- 朴民基（強尼·楊飾）是一位年輕人，他對於是否要追求成為音樂家的夢想猶豫不決，並感到過著傳統生活的壓力。
- 赤城萊恩（村重世界飾）是民基最好的朋友，他渴望成為一名著名音樂家，但往往會做出魯莽的決定。
- 凱茲（明蒂·路易士飾）是一名有感知能力的禮賓員，陪伴萊恩和民基；她輕率的行為使她在火車上的其他乘客中樹敵很多。

第四冊的客串配音包括史蒂夫·帕克、托馬斯·列儂和唐納德·費森。

### Recurring
- The Cat（凱特·穆格魯（英语：Kate Mulgrew）飾）是一隻會說話的貓，是一位收藏家和騙子，在火車上經營各種生意。在第一本書中，她是艾米莉亞的一名不情願的幫手，她試圖在被背叛之前抓住主角們，然後幫助他們找到她。第三冊透露她的名字叫莎曼珊，是西蒙第一次搭上火車時的同伴。[15]（在“第一冊”和“第三冊”中為常設角色；於“第二冊”和“第四冊”中客串）
- 蘭德爾（利斯·達比（英语：Rhys Darby）飾）是一個流動的人，可以隨意創造有意識的複製品。（在「第一冊」中為常設角色；於「第二冊」和「第三冊」中客串）
- 艾米莉亞·休斯（琳娜·海蒂飾）是一名乘客，她推翻了One-One並篡奪了列車長的職位，希望利用火車重現她死去的丈夫阿爾里克·蒂門斯（馬修·瑞斯飾）。在第三冊中，艾米莉亞與One-One一起彌補並糾正她在火車上犯下的錯誤。（在「第一冊」、「第三冊」和「第四冊」為常設角色）
- 管家（艾希莉·強森飾）是個協助指揮的兇惡機器人。（在「第一冊」、「第四冊」為常設角色；於「第二至三冊」中客串）
- Ghoms（迪·布萊德利·貝克爾（英语：Dee Bradley Baker）飾）是一種像狗/蟑螂一樣的生物，居住在火車外的荒原上，試圖從生者身上吸取生命力。（在「第1冊」和「第3冊」中為常設角色；於「第2冊」中客串）
- 梅根·奧爾森（奧黛麗·瓦西萊烏斯基（英语：Audrey Wasilewski）飾）是鬱金香苦苦掙扎的母親，也是安迪的前妻，她是一名護士。（在《第一冊》為常設角色）
- 安迪·奧爾森（馬克·菲特（英语：Mark Fite）飾）是鬱金香抑鬱的父親和梅根的前夫。（在《第一冊》為常設角色）
- 米凱拉（蕾·高曼茲-普雷斯頓（英语：Reagan Gomez-Preston）飾）是Tulip在上火車之前最好的朋友。（在“第一冊”中為常設角色）
- 倒影警察，或「Flecs」是一對追捕MT的警察，目的是消滅MT，因為她放棄了作為鬱金香倒影的責任。（於《第一冊》客串；在“第二冊”中為常設角色）
  - 特工梅斯（班·曼德森飾）是團隊中脾氣暴躁的高級合夥人。
  - 特工Sieve（布萊德利·惠特福德飾）是比梅斯更樂觀的初級搭檔。
- 蟾蜍/特倫斯（歐文·丹尼斯飾）是一隻蟾蜍，乘客必須踢它才能離開蟾蜍車。（在“第二冊”中為常設角色）
- 內特·科賽（賈斯汀·費爾賓格飾）是傑西的弟弟。（在“第二冊”中為常設角色）
- 露西（珍娜·戴維斯飾）是一名年輕女孩，也是Apex的成員。她因魚叉包失去了一隻眼睛。（於「第二冊」中客串；在「第三冊」中為常設角色）
- 托德（安東尼奧·勞爾·柯柏飾）是一個小男孩，也是Apex的成員。（於「第二冊」客串；在「第三冊」為常設角色）
- One（傑瑞米・克魯契萊飾) 是火車的列車長，也是先前One-One的組合形式。（在“第四冊”中為常設角色）
- Parka Denizens（卡莉·瓦爾格倫（英语：Kari Wahlgren）和基思·弗格森（英语：Keith Ferguson (voice actor)）飾）是一群穿著派克大衣的火車居民，他們因凱茲無意中改造他們尋求向她報復。（在《第四冊》中為常設角色）
- Cow Creamer（奧黛麗·瓦西萊烏斯基（英语：Audrey Wasilewski）飾）是一頭法國瓷牛，飼養著一頭巨大的有知覺的小豬，凱茲因為讓她的病房哭泣而追捕凱茲。（在“第四冊”中反覆出現）
- 豬寶寶/幼兒（J·K·西蒙斯飾) 是一隻由Cow Creamer養大的巨型有感知能力的小豬。（在“第四冊”中為常設角色）
- Morpho法官（玛戈·马丁代尔飾）是一個美國舊西部小鎮的毛毛蟲警長，他變成了蝴蝶法官，試圖懲罰凱茲在小鎮章程上留下茶漬的行為。（在“第四冊”中為常設角色）
- 奈傑爾是一位沉默的太空人保鏢，守護著一家太空主題夜總會的入口，他還因凱茲被解僱而追捕她。（在“第四冊”中為常設角色）
- 摩根（趙牡丹飾）是凱茲曾經居住過的一座有知覺的城堡。（在“第四冊”中為常設角色）

## 發展

### 概念和影響
在創作《無盡列車》之前，歐文·丹尼斯擔任《天兵公園》的分鏡插畫家。丹尼斯在2010年構思《無盡列車》，最初計劃做成一部電影。他的靈感來自「在一個令人不安的空間中醒來的感覺」，是在他從中國返回美國的航班上所感受的。當他醒來時表示：「我環顧四周，在這個安靜的房間裡，有一群人在黑暗中盯著螢幕。我覺得這有點令人毛骨悚然。它有點從那裡開始。」像主角鬱金香一樣，丹尼斯在十幾歲時就以業餘愛好者的身份創作電子遊戲，包括點擊式冒險遊戲和遊戲模組，例如《戰慄時空2》和《魔域幻境之浴血戰場2004》。他曾表示自13歲以來，《迷霧之島》一直是他的主要影響因素之一，其影響力在《無盡列車》中依然存在。他還引用了《大魔域》、《超時空奇俠》、阿嘉莎·克莉絲蒂、《駭客任務》、菲利普·狄克、《星際爭霸戰：重返地球》、《滑塊》和《馬克·吐溫歷險記》中的《神祕陌生人》電影，以及其他小說例如《南圖基特島上的夜鳥》和《威利山莊的狼群》。丹尼斯還將《無盡列車》描述像「兒童版的《奪魂鋸》」，因為每一季的本質上都是一部道德劇，其內容是基於在幫助人們克服個人問題並欣賞生活的道德。

### 製作
《無盡列車》起初有三位編劇，除了創作者丹尼斯和監督製片人兼導演麥迪·奎裡佩爾之外，他們還組成了主要故事選寫團隊。科爾·桑切斯曾在開發第一季的故事選寫團隊中任職，但離開後便在《夏令營奇幻島》中擔任監督製片人。在創作每集的過程中，編劇會選寫一個大綱、一個大綱的擴展及一個劇本，並將其發給一組由兩個畫板藝術家組成的團隊。藝術家們有五週的時間繪製分鏡縮圖，接著完成版畫，再將它們整理乾淨，最後將其發布並製成動畫。動畫由位於南韓首爾的Sunmin Image Pictures使用傳統動畫的方式製作。

### 2016年的試播集
試播集於2016年11月1日在卡通頻道的應用程式和VOD上首播，並於隔日在卡通頻道的YouTube官方頻道上線。該部短片在首播後一個月內便獲得了100萬次觀看，截至2020年7月，已有520萬次觀看紀錄，使其成為該頻道上觀看次數最多的試播集，而另外兩個原創節目《歡迎來到我的生活》是觀看次數僅次於前者的試播集，以及《永遠的十二歲》（後移至Netflix播出）是觀看次數第三高的試播集。在試播集首播不久後，超過57,000次的簽名請願希望其製作成正式影集。2018年3月11日，卡通頻道官方發布了《無盡列車》的預告片，確認試播集已獲批准製成影集，並將於2019年首播。

### 正式播出
2018年7月，在2018年的聖地牙哥國際漫畫展中卡通頻道的面板上發布了第一季的搶先收看。數小時後，它在卡通頻道的社交媒體平台上發布。《無盡列車》的正式預告片於2019年6月發布，可通過在《無盡列車》網站上播放節目主題來解鎖。後來在卡通頻道的YouTube頻道上線。2019年7月11日，該劇確定於2019年8月5日首播。2019年7月20日，在聖地亞哥動漫展上的小組播放了《無盡列車》的首播集，並在同一天的一段時間後在卡通頻道的應用程序和網站上發布。第一季共有10集，從2019年8月5日至8月9日每晚會播出兩集。
從2019年10月18日起，卡通頻道開始將數部《無盡列車》的短片上傳到他們的應用程序和名為「The Train Documentaries」的YouTube頻道，該頻道內容著重於One-One展示火車中的多節車廂，短片包括〈綠色車廂〉、〈精靈車廂〉、〈怪獸車廂〉和〈技術支援車廂〉等。
第一季季終集後的宣傳片證實該劇將回歸。2019年11月22日，《無盡列車》的官方網站發布了一個拼圖謎題。解開謎題就能觀看第二季的預告片。隨後預告片在隔天正式發布。第二季於2020年1月6日首播。
2020年7月6日，官方宣布第三季將於2020年8月13日首播。與前兩季不同的是，它將在HBO Max播出而非卡通頻道。丹尼斯在推特上透露，《無盡列車》最初計劃本就是在HBO Max上線，但由於該平台從最初計劃2019年的推出日期被延後，前兩季改為在卡通頻道播出。後來在聖地牙哥國際漫畫展上透露，該季的副標題為「Cult of the Conductor」。第三季分三次發布，前五集於8月13日首映，中間三集於8月20日，最後兩集於8月27日上線。
2021年2月17日，官方正式發布第四季的預告片，其中包含一段扭曲音訊。

## 未來
2020年8月16日，在HBO Max上發布《無盡列車》第三季的同時，丹尼斯表示雖然製作團隊打算拍攝更多的季度，但整個劇組和大部分的人員都遭解雇，並且能被續訂的可能性也取決於在HBO Max上的收視率。
當被問到《無盡列車》還計劃拍攝多少季度時，丹尼斯表示：「我們對這些主題有一些粗略的想法，我們還想在接下來的五季中加入哪些角色，直到第八季。感覺要在『8』停下，因為它看起來就像一個無限大的符號。」當被問及他將來想用該劇做什麼時，丹尼斯表示有興趣探索火車的其他時間段，以及講述關於艾米莉亞的電影版。丹尼斯還表示，考慮過加入老年版鬱金香的季度。
丹尼斯表示有興趣製作「基於經典並由非美國籍的人編寫或指導」的《無盡列車》漫畫系列。丹尼斯表示有打算製作一個《無盡列車》的電子遊戲，並擴充到虛擬實境「你可以在柯基車廂中閒逛並解決謎題」。丹尼斯還表示，考慮過一部互動式冒險小說。然而當公司的優先事項發生變化時，所有的這些項目皆被擱置。
2021年3月11日，官方宣布《無盡列車》將於第四季完結。隨後丹尼斯在推特上澄清，他不打算將其作為最終季，如果有機會，他仍願意在繼續參與。
2021年4月16日，即第四季發行後的隔天，丹尼斯在Reddit AMA中證實第五季將是先前提及的以艾米莉亞為主角的電影，儘管劇本已經完成，但卡通頻道工作室還是認為它不適合兒童觀賞。丹尼斯還透露，第5、6、7和8季將分別探討悲傷、內疚、報復和接受的主題，而第八季將與阿茲海默症有所關聯。丹尼斯和編劇琳賽·卡泰表示，還有製作《無盡列車》聖誕節特別集的計劃。
2021年5月8日，丹尼斯公布了未製作的第五季中的概覽，獲得粉絲的熱烈反響，成為了Twitter中全球和多數地區討論度第一的節目。
位於加州阿罕布拉的Nucleus畫廊於2021年9月25日至10月3日舉辦了官方「無盡列車」藝術展。「無盡列車」劇組人員創作的藝術作品、獨家「無盡列車」商品，以及節目創作者歐文丹尼斯的專題節目。

### 從 HBO Max 中刪除
2022年8月17日，官方宣布「無盡列車」是從HBO Max下架的37部劇集之一。兩天后，該劇被從串流媒體服務中刪除。此外，卡通頻道的Twitter和YouTube個人資料中所有提及該節目的內容都被刪除，丹尼斯隨後在他的Twitter簡介中表示，粉絲們必須訴諸在線盜版才能看到觀看該系列。該劇的配樂後來從線上平台上刪除，但後來又恢復了。當時，該節目的劇集仍然可以在 Vudu、Prime Video和Apple TV+上以數位方式購買;自2023年10月起，「無盡列車」已從數位零售商中下架。
「無盡列車」從HBO Max下架後，在Twitter上成為熱門話題，粉絲們表達了他們的沮喪和失望。同時，「無盡列車」全部四季在2022年8月20日的iTunes兒童和家庭銷售排行榜上名列前茅。此外，「無盡列車」的DVD在亞馬遜、沃爾瑪、目標百貨和百思買等網站上已售罄。eBay上DVD的價格亦上漲了。

## 原聲帶
2019年12月6日，官方發布了第一季全部的27首歌曲，包括〈Running Away〉和〈Boogie Bash（The Monster Party Car）〉的加長版。2021年4月15日，專輯中的歌曲〈Train to Nowhere〉被作為單曲並發行。

## 影碟發行
《無盡列車》第一季的DVD套裝於2020年4月21日發行。內容包括正式動畫、評論影片和短片系列《火車紀錄片》。第二季的DVD套裝於2021年5月25日發行。

## 迴響

### 評價回應
《無盡列車》一推出就廣受好評。在爛番茄上，每一季的支持率都是100%，其中第一季是基於8位評論家的評論，而其餘各三季來自於6位評論家。
/Film的卡洛琳·曹 (英語：Caroline Cao)宣稱這是一次“瘋狂的勝利”，而Nerdist的安德里亞·塔爾斯 (英語：Andrea Towers)則宣稱它是「年度最佳動畫節目之一」。CBR的魯本·巴倫 (英語：Reuben Baron)將其與卡通頻道的動畫迷你劇《花園牆外》進行了完美的比較，稱讚其“這是一個處理得很好、獨立、以人物為驅動的故事。”《漫畫觀察》的斯凱勒·約翰遜 (英語：Skyler Johnson)稱其“非常出色”，具有“兒童電視中罕見的情感深度”、“機智、聰明的幽默”和“出色的配音”。Common Sense Media的艾米麗·阿什比 (英語：Emily Ashby)給了該劇5顆星(滿分5顆星)。阿什比在她的評論中讚揚了關於友誼和自我反省的積極信息。阿什比也讚揚了鬱金香的性格和劇中的情感時刻。
《無盡列車》第三季尤其受到好評。影音俱樂部的威廉·休斯 (英語：William Hughes)稱讚第三季的黑暗主題和訊息，並稱讚其為「迄今為止最好、最具挑戰性的一季」。Polygon的佩特拉娜·拉杜洛維奇 (英語：Petrana Radulovic)讚揚了該劇複雜的角色弧線，並指出第三季證明了該劇的無限潛力。《范德比爾特騙子》的安德魯·科隆德拉 (英語：Andrew Kolondra Jr.)稱第三季“挑戰類型”，並表示“多虧了《無盡列車》這樣的節目，現代動畫世界終於接近了一個臨界點。觀察者媒體表示，該劇已經發展成為自己的特色，發展了一個引人入勝的世界和內部奧秘，“這將吸引你進入角色發展的大師班，以推動你繼續前進。”io9的貝絲·艾爾德金 (英語：Beth Elderkin)稱讚第三季「增強了節目對避免非黑即白的道德觀的奉獻精神」。艾爾德金特別讚揚了第三季第五集的〈The Color Clock Car〉，並表示“值得獨自觀看”。
《無盡列車》的第四季，同時最後一季，也獲得了積極的關注，儘管與第三部相比，反響相當低迷。評論家在評論中承認第4冊並不是最終季，但缺乏最終性。《娛樂周刊》的達倫·弗蘭尼奇 (英語：Darren Franich)仍然稱讚這一季是“精彩的電視季”。《紐約時報》的詹姆斯·波尼沃茲克 (英語：James Poniewozik)同意這個結局是苦樂參半的，因為他知道該劇在創意團隊計劃之前就已經結束了，但他讚揚了它的幽默和人物。

### 收視率
隨著節目首次進入製作階段，《無盡列車》的試播集於2017年2月11日星期六上午6點在卡通網絡上首播，沒有任何廣告。儘管如此，該試播集在18至49歲的人群中吸引了大約703,000次觀看，並在2017年2月11日排名前50的原創有線電視節目中排名第33位。
2020年9月，《鸚鵡分析》(Parrot Analytics)發現，《無盡列車》上映30天內，觀眾需求是美國一般電視劇需求的21.3倍。2020年12月，觀察者媒體報道稱，《無盡列車》是HBO Max自5月推出以來收視率第四高的原創劇集。

### 獎項與提名
《無盡列車》第一季在2020年第47屆安妮獎中獲得「最佳特別製作」類別提名。

## 延伸閱讀
- Justin, Neal. . 明尼蘇達明星論壇報（英语：Minnesota Star Tribune）. 2020-01-02  [2021-07-31]. （原始内容存档于2021-12-09）.

## 外部連結
- 互联网电影数据库（IMDb）上《"Infinity Train"》的资料（英文） (2016 short film)
- 互联网电影数据库（IMDb）上《Infinity Train》的资料（英文） (TV Series)
- YouTube上的"Infinity Train" (2016)